# Woltersdorf (Szlezwik-Holsztyn)
Woltersdorf – gmina w Niemczech w kraju związkowym Szlezwik-Holsztyn, w powiecie Herzogtum Lauenburg, wchodzi w skład urzędu Breitenfelde.